# Мацеста (река)
Маце́ста — река в Краснодарском крае России, впадающая в Чёрное море. Длина — 18 км. Площадь бассейна — 67,5 км².

## География
Берёт начало на южных склонах хребта Алек на высоте порядка 900 метров над уровнем моря, протекает в Хостинском районе Сочи и впадает в Чёрное море. Высшая точка бассейна реки Мацесты — 1003 метра над уровнем моря.
У реки Мацесты много притоков, но наиболее крупные из них правые: Цанык и Змейка.

## Название

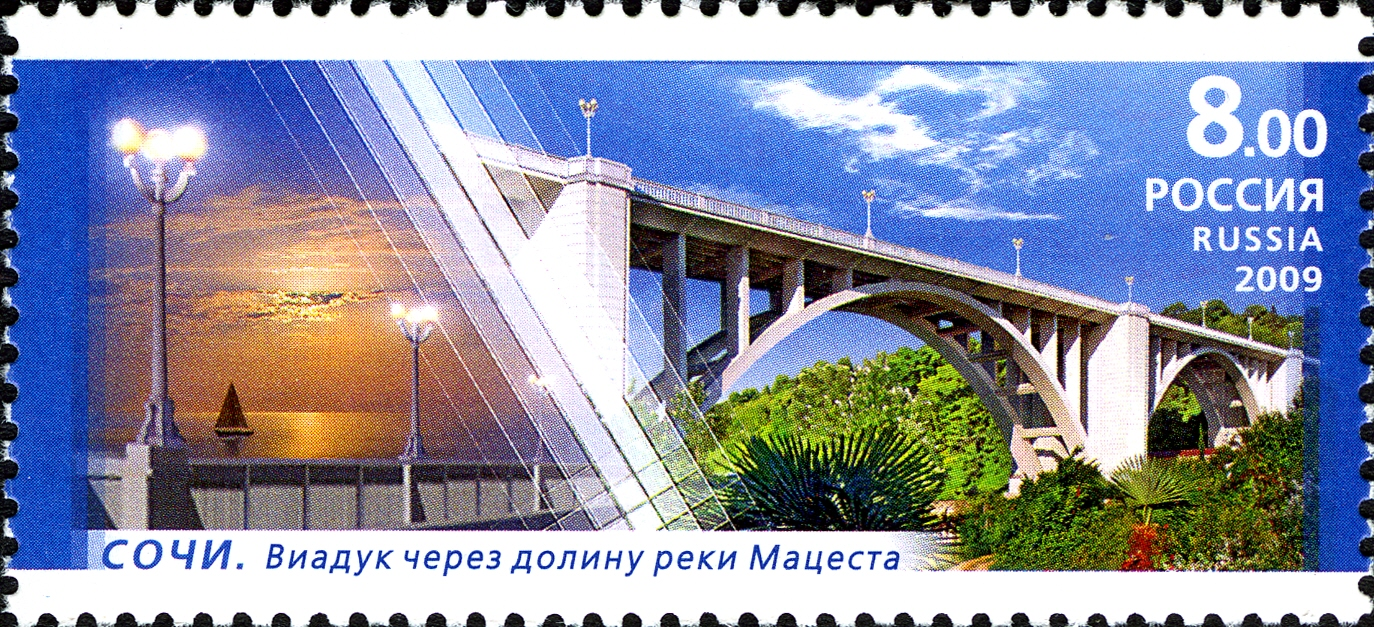
Почтовая марка России, 2009 год: Виадук через долину реки Мацеста

Река наиболее известна благодаря минеральным сероводородным источникам (см. Мацестинский курорт). Название реки переводится с абхазского языка как «огненная вода» (Мцаԥста) из-за того, что кожа человека после погружения в источники становится красной. По другой версии, название реки происходит от абхазского а-мацуыста «место, где ударила молния».
Существует легенда о девушке по имени Мацеста, которая проникла через пещеру в подземное царство к духу недр и ценой своей жизни погубила духа и вывела на поверхность целебные источники.
Впервые в истории река была упомянута в 137 году н. э., когда известный историк и флотоводец Флавий Арриан в своём письме римскому императору Адриану дал описание побережья, указав, среди прочего, на реку Масаитику (позже — Масетика). В материалах Ф. Ф. Торнау (1835 г.) река называется Мца.